# Крутских, Дмитрий Андреевич
Дмитрий Андреевич Крутских (7 ноября 1919, Беляево, Тамбовская губерния — 9 июля 2006, Москва) — советский военный деятель, генерал-полковник (14 февраля 1978 г.).

## Биография
Родился 7 ноября 1919 в селе Беляево (ныне — в Усманском районе Липецкой области) в семье крестьянина. Русский. Окончил 4 класса сельской школы. С 1931 года жил и воспитывался в детском доме (по причине ареста отца по ложному обвинению). В 1935 году окончил 7 классов школы фабрично-заводского ученичества в городе Усмань. В 1937 году окончил Коммунистический политико-просветительский техникум в посёлке Анна в Воронежской области.

## Начало военной службы
В 1937 году по комсомольскому призыву добровольно вступил в Красную Армию через Бобровский военкомат. Пытался поступить в военное авиационное училище, но получил отказ (по мнению самого Д. А. Крутских — из-за репрессированного в своё время отца). В 1939 году окончил Ленинградское Краснознамённое военно-инженерное училище имени А. А. Жданова. Назначен командиром взвода в 54-ю стрелковую дивизию (дислоцирована в городе Кандалакша Мурманской области).

## Советско-финская война
С началом советско-финской войны дивизия была включена в состав 9-й армии и развернула наступление на ребольском направлении. С первого дня войны лейтенант Крутских участвовал в наступлении. Незначительно продвинувшись от государственной границы, попал с частями дивизии в окружение, где находился 46 суток. В отличие от разгромленных финскими войсками 44-й стрелковой дивизии и 163-й стрелковой дивизии, части 54-й стрелковой дивизии сохранили управление, заняли круговую оборону и вели боевые действия до окончания войны, отразив большое количество атак. В этих боях проявил мужество, был назначен командиром боевого участка обороны, затем — командиром лыжного разведотряда. Был ранен.
После подписания Московского договора продолжал службу в той же дивизии, был помощником командира стрелкового батальона по технической части и некоторое время временно исполнял обязанности командира батальона.

## Великая Отечественная война
В июне 1941 года назначен командиром отдельного батальона обслуживания станции снабжения в 7-й армии (дислоцировался в городе Кемь). В действующей армии на фронтах Великой Отечественной войны с июня 1941 года. С февраля 1942 года — помощник начальника отделения в разведотделе штаба Карельского фронта. С декабря 1942 года — помощник начальника штаба инженерных войск Карельского фронта по разведке. С августа 1943 года — начальник разведки штаба инженерных войск Карельского фронта. Активно участвовал в обороне Советской Карелии и в обороне Заполярья, в Свирско-Петрозаводской и Петсамо-Киркенесской наступательных операциях 1944 года. Отвечал за инженерную разведку местности, за выявление финских укреплений и за подготовку диверсионных отрядов для засылки в вражеский тыл. Подготовленные им отряды особенно успешно проявили себя в Петсамо-Киркинесской операции, взорвал 9 мостов и уничтожив свыше 300 солдат врага. Сам лично дважды забрасывался в финский тыл для выполнения диверсионных заданий.
С ноября 1944 по апрель 1945 года воевал на 2-м Прибалтийском фронте, 2-м Белорусском фронте и 3-м Белорусском фронте. Участвовал в Восточно-Прусской наступательной операции. За годы войны был трижды ранен.
В апреле 1945 года направлен на Дальний Восток и назначен помощником начальника штаба инженерных войск Дальневосточного фронта (с 5 августа — 1-го Дальневосточного фронта). С началом советско-японской войны участвовал в Харбино-Гиринской наступательной операции. До начала наступления подготовил, а с началом войны возглавил операцию по захвату трёх железнодорожных туннелей КВЖД в приграничной полосе. Все три туннеля, заминированные и охранявшиеся крупными силами, были захвачены специально подготовленными диверсионными отрядами без повреждений, разминированы и удержаны до подхода войск фронта.
Затем возглавил подготовку воздушного десанта в город Гирин. 19 августа 1945 года во главе отряда из 184 человек высадился на аэродроме Гирин. Отряд разоружил охрану и полностью захватил аэродром Гирина, а вскоре отбил атаку японской роты. В течение последующих суток с участием постепенно перебрасывавшихся войск участвовал в освобождении города. Принял капитуляцию сразу трёх японских генералов. 21 августа отряд под его командованием выполнил рейд и ночью захватил гидроэлектростанцию с плотиной высотой 76 метров, ликвидировав угрозу затопления Гирина. В этом бою вновь был ранен, это было его 5-е ранение. Действия советских диверсантов были признаны настолько успешными, что их приезжал поздравлять сам командующий фронтом Маршал Советского Союза К. А. Мерецков. По его приказу отряд был награждён в полном составе. Начав войну лейтенантом, Д. Крутских окончил её подполковником.

## Послевоенная служба
С сентября 1945 года — помощник начальника оперативного отдела штаба инженерных войск Приморского военного округа, в 1946 году направлен на учёбу. В 1949 году окончил Военную академию имени М. В. Фрунзе. С 1949 года — старший офицер оперативного управления штаба Беломорского военного округа, с 1951 года — на такой же должности в штабе Северного военного округа. С 1953 года по 1957 год — начальник штаба 67-й стрелковой дивизии в Северном военном округе (дислоцировалась в Мурманске).
В 1959 году окончил Военную академию Генерального штаба Вооружённых сил СССР. С 1959 года — заместитель командира, а с сентября 1960 года — командир 69-й мотострелковой дивизии в Ленинградском военном округе (Вологда). С августа 1967 года — первый заместитель командующего 18-й общевойсковой армией в Туркестанском военном округе. В этой должности в мае 1969 года командовал оперативной группировкой войск, развернутой на советско-китайской границе ввиду резкого обострения отношений с Китайской Народной Республикой и периодически возникающими вооружёнными столкновениями на границе.
В 1969 году окончил Высшие академические курсы при Военной академии Генерального штаба ВС СССР. С сентября 1969 года — заместитель командующего войсками Прибалтийского военного округа по боевой подготовке и военно-учебным заведениям. С сентября 1970 по сентябрь 1974 года — старший военный советник СССР в Революционных вооружённых силах Республики Куба. С 1975 года — заместитель начальника Гражданской обороны — начальник штаба Гражданской обороны СССР. В 1986—1987 годах участвовал в ликвидации последствий аварии на Чернобыльской АЭС. С сентября 1987 года — в отставке по возрасту.
Член КПСС с 1939 по 1991 годы.
Жил в Москве. Был председателем Совета ветеранов Карельского фронта, членом Совета ветеранов и военной службы Гражданской обороны, членом Совета ветеранов Московской области, членом совета Клуба кавалеров орденов Суворова и Кутузова.
Автор книг мемуаров «Память» (2001), «Слава тебе, Карельский фронт» (2000), ряда статей.

## Воинские звания
- подполковник (1944)
- полковник (1953)
- генерал-майор (22.02.1963)
- генерал-лейтенант (21.2.1971)
- генерал-полковник (14.02.1978)

## Семья
Жена — Екатерина Ивановна Власенко (Крутских), 1920 г.р., участник Великой Отечественной войны.

Дети:
- Сергей Дмитриевич, 1946 г.р., полковник в отставке,
- Мария Дмитриевна, 1952 г.р., окончила Алма-Атинский университет,
- Владимир Дмитриевич, 1967 г.р., подполковник запаса.

## Награды
- Орден Почёта (Российская Федерация, 7.12.1995), за многолетнюю плодотворную работу по патриотическому воспитанию молодежи, социальной защите ветеранов, укреплению дружбы между народами[3]
- Три ордена Красного Знамени (первый — 20.11.1944)
- Орден Кутузова 2-й степени (26.08.1945)
- Два ордена Отечественной войны 1-й степени (20.09.1944, 11.03.1985)
- Два ордена Трудового Красного Знамени
- Орден Красной Звезды
- Медаль «За боевые заслуги»
- Медаль «В ознаменование 100-летия со дня рождения Владимира Ильича Ленина»
- Медаль «За победу над Германией в Великой Отечественной войне 1941—1945 гг.»
- Медаль «За победу над Японией»
- Юбилейная медаль «Двадцать лет Победы в Великой Отечественной войне 1941—1945 гг.»
- Юбилейная медаль «Тридцать лет Победы в Великой Отечественной войне 1941—1945 гг.»
- Юбилейная медаль «Сорок лет Победы в Великой Отечественной войне 1941—1945 гг.»
- Медаль «Ветеран Вооружённых Сил СССР»
- Юбилейная медаль «30 лет Советской Армии и Флота»
- Юбилейная медаль «40 лет Вооружённых Сил СССР»
- Юбилейная медаль «50 лет Вооружённых Сил СССР»
- Юбилейная медаль «60 лет Вооружённых Сил СССР»
- Юбилейная медаль «70 лет Вооружённых Сил СССР»
- орден «Эрнесто Че Гевара» 1-й степени (Республика Куба)
- орден «Солидарность» (Республика Куба)